# Alectroenas
Alectroenas là một chi chim trong họ Columbidae.

## Phân loại và tiến hóa
George Robert Gray đã đặt tên một chi mới, Alectroenas, cho chim bồ câu xanh Mauritius năm 1840; Alektruon có nghĩa là cock trong nước và oinas có nghĩa là chim bồ câu. Alectroenas nitidissima là loài thuộc chi, bao gồm tất cả chim bồ câu xanh.
Con chim bồ câu xanh Alectroenas có mối quan hệ mật thiết với nhau và xuất hiện rộng khắp các hòn đảo ở Ấn Độ Dương. Chúng là allopatric và do đó có thể được coi như là một siêu loài. Có ba loài còn tồn tại; Chim bồ câu xanh Madagascar, chim bồ câu xanh Comoros và chim bồ câu xanh Seychelles.[3] Ba hòn đảo Mascarene là nơi sinh sống của một loài, tất cả đều bị tuyệt chủng; Chim bồ câu xanh Mauritius, chim bồ câu xanh Rodrigues và chim bồ câu xanh Réunion. So với chim bồ câu khác, chim bồ câu xanh có kích thước từ trung bình đến lớn, cổ, có đôi cánh và đuôi tương đối dài. Tất cả chúng đều có những chiếc điện thoại di động riêng biệt trên đầu và cổ. Các tibiotarsus là tương đối dài và tarsometatarsus ngắn. [1]
Những con chim bồ câu xanh có lẽ đã chiếm Colomera, Seychelles hoặc một hòn đảo nổi nóng hiện nay bị ngập nước bởi "hòn đảo nhảy lên" và tiến hóa thành một chi khác biệt ở đó trước khi đến Madagascar. Họ hàng gần nhất của họ là  chim bồ câu có lông, Drepanoptila holosericea, của New Caledonia, cách nhau từ 8-9 triệu năm trước.. Tổ tiên của họ dường như là loài chim bồ câu, Ptilinopus, của Đông Nam Á và Châu Đại Dương.
Chim bồ câu xám Rodrigues đã tuyệt chủng (Nesoenas rodericana) đã từng được chỉ định cho chi Alectroenas, nhưng đây là sai lầm. Trong thực tế, nó có thể thuộc về một chi không được mô tả, vì hình dạng của xương ức không giống với chi tiết của Alectroenas hay Columba, và thực sự là các loài chim bồ câu và bồ câu sống khác. Nó gần giống nhất với những chú chim bồ câu trên sàn Gallicolumba hoặc một phiên bản thu nhỏ của xương ức của một chú chim bồ câu thuộc hoàng đế Ducula.